# Eliyahu-Hanavi-Synagoge
Die Elijahu-Hanavi-Synagoge (hebräisch בית הכנסת אליהו הנביא Synagoge von Eliah dem Propheten, arabisch كنيس النبي إلياهو) ist eine Synagoge in der ägyptischen Hafenstadt Alexandria in der Prophet-Daniel-Straße. Sie gilt als größte Synagoge des Mittleren Ostens. Anstelle eines Vorgängerbaus von 1354 wurde 1850 eine neue große Synagoge im Stil des Eklektizismus erbaut. Der Vorgängerbau war zweimal zerstört worden, zuletzt 1798 auf Befehl von Napoleon Bonaparte während der Ägyptenexpedition. Die Entwürfe für die Errichtung des heutigen jüdischen Sakralbaus lieferte der französische Ingenieur und Architekt Léon Barcilon. 
Trotz des Exodus fast aller alexandrinischen Juden ist die Elijahu-Hanavi-Synagoge noch offen. Im Jahre 2012 wurde die Synagoge zu den hohen jüdischen Feiertagen Jamim Noraim („Tage der Ehrfurcht“) aus Sicherheitsgründen geschlossen.

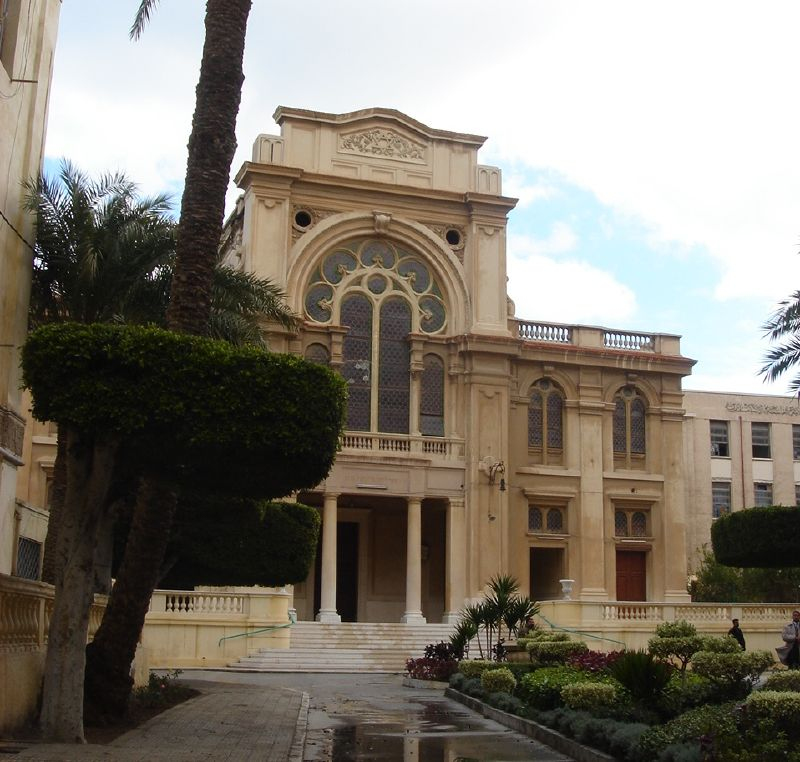
Die Elijahu-Hanavi-Synagoge
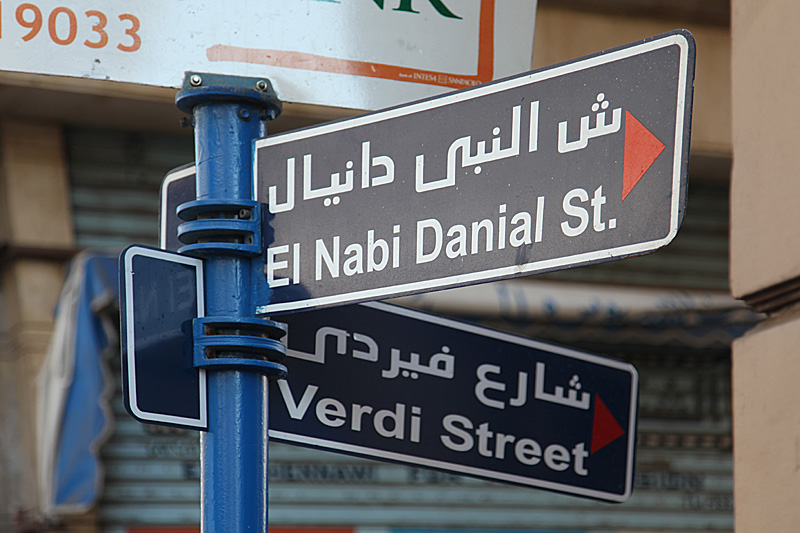
el-Nabi-Danial (Prophet Daniel)-Straße